# Rainer Pigulla
Rainer Pigulla (* 1. März 1928 in Laband; † 6. Mai 2013) war ein deutscher Schauspieler und Synchronsprecher.

## Leben
Pigulla erhielt 1956 ein erstes Engagement an der Christlichen Landesbühne Württemberg in Stuttgart. Es folgten Bühnenstationen an der Landesbühne Neckar-Rhein-Main in Bruchsal und 1959 in Neuwied sowie in den Folgejahren in Neuss und Essen. 1977 wechselte er in das Ensemble der Staatlichen Bühnen Berlins, wo er bis zur Schließung des Schillertheaters 1993 mitwirkte. Neben seiner Schauspieltätigkeit fungierte er ab 1977 auch als Obmann des Lokalverbandes der Staatlichen Bühnen Berlins und setzte sich in dieser Tätigkeit für soziale Belange der Bühnenschaffenden ein, beispielsweise in Fragen des Mitspracherechts und der Mitwirkung von Künstlern bei der Berufung von Intendanten sowie Schlichtungsverfahren.
Gelegentlich wirkte Pigulla auch in Film- und Fernsehproduktionen mit. Zunächst beschränkten sich die Produktionen auf Fernsehaufzeichnungen von Bühneninszenierungen wie Das Verhör von Habana, das an den Städtischen Bühnen Essen unter der Leitung von Hagen Müller-Stahl aufgeführt wurde. Daneben wirkte er in Fernsehproduktionen wie der Remarque-Verfilmung Der schwarze Obelisk unter der Regie von Peter Deutsch mit und spielte in Kinofilmen wie Loriots Ödipussi und Kai Wessels Spur der roten Fässer. Außerdem übernahm er zahlreiche Gastrollen in verschiedenen Fernsehserien und -reihen wie Tatort, Schicht in Weiß, Detektivbüro Roth, Es muß nicht immer Mord sein, Ein Heim für Tiere und Eurocops.

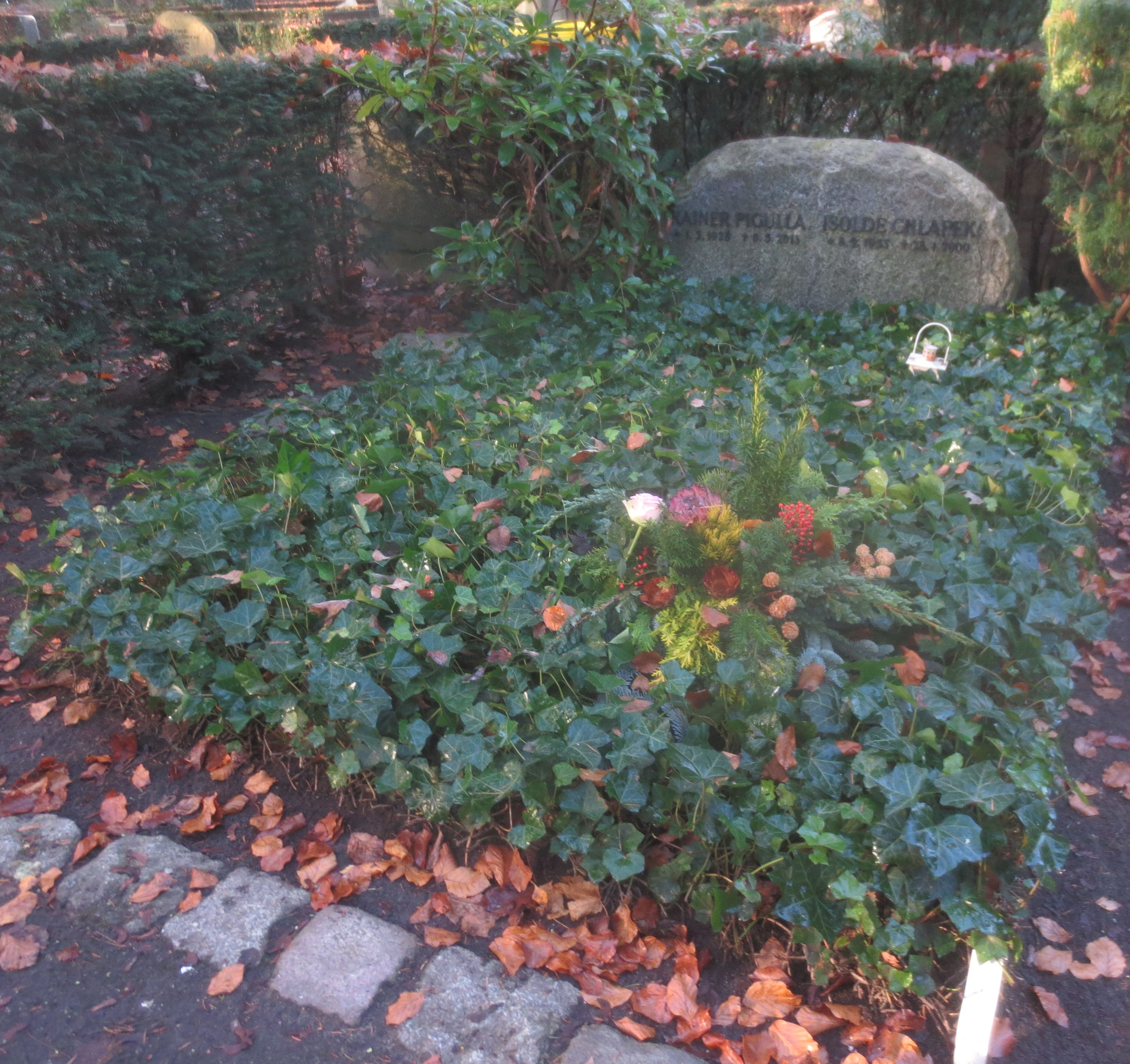
Grab von Rainer Pigulla auf dem Friedhof Heerstraße in Berlin-Westend

Darüber hinaus arbeitete Pigulla als Sprecher für Hörspiel und Synchronisation. So wirkte er bei Hörspielproduktionen wie Der kleine Lord (DLR 1997) und mehreren Folgen der Professor van Dusen-Reihe mit und lieh seine Stimme als Synchronsprecher unter anderem Derrick O’Connor in End of Days – Nacht ohne Morgen, Joel Grey in der Serie Private Practice und Don S. Davis in mehreren Folgen der Serie Akte X – Die unheimlichen Fälle des FBI.
Seine Tochter war die Schauspielerin, Nachrichtensprecherin und Synchronsprecherin Franziska Pigulla.
Rainer Pigulla starb im Mai 2013 im Alter von 85 Jahren. Sein Grab befindet sich auf dem landeseigenen Friedhof Heerstraße in Berlin-Westend (Grablage: 16-F-1).

## Filmografie (Auswahl)
- 1967: Kennwort Kettenhund
- 1970: Draußen vor der Tür
- 1970: Das Verhör von Habana – Ein Selbstbildnis der Konterrevolution
- 1976: Der aufrechte Gang
- 1983: Tatort: Fluppys Masche
- 1983: Kanakerbraut
- 1984: Tatort: Freiwild
- 1986: Die letzte Rolle
- 1988: Tatort: Schuldlos schuldig
- 1988: Ödipussi
- 1988: Der schwarze Obelisk
- 1991: Reise ohne Wiederkehr
- 1994: Blut an der Wiege
- 1996: Tatort: Der Spezialist
- 1996: Die Spur der roten Fässer

## Hörspiele
- 1984: Michael Koser: Professor van Dusen und der Schatz des Maharadschas – Regie: Rainer Klute (Kriminalhörspiel – RIAS Berlin)